# Kościół św. Stanisława Biskupa Męczennika w Dankowie
Kościół świętego Stanisława Biskupa Męczennika – rzymskokatolicki kościół parafialny z XVII wieku w Dankowie, należący do parafii pod tym samym wezwaniem (dekanat Krzepice archidiecezji częstochowskiej), wpisany do rejestru zabytków nieruchomych województwa śląskiego.

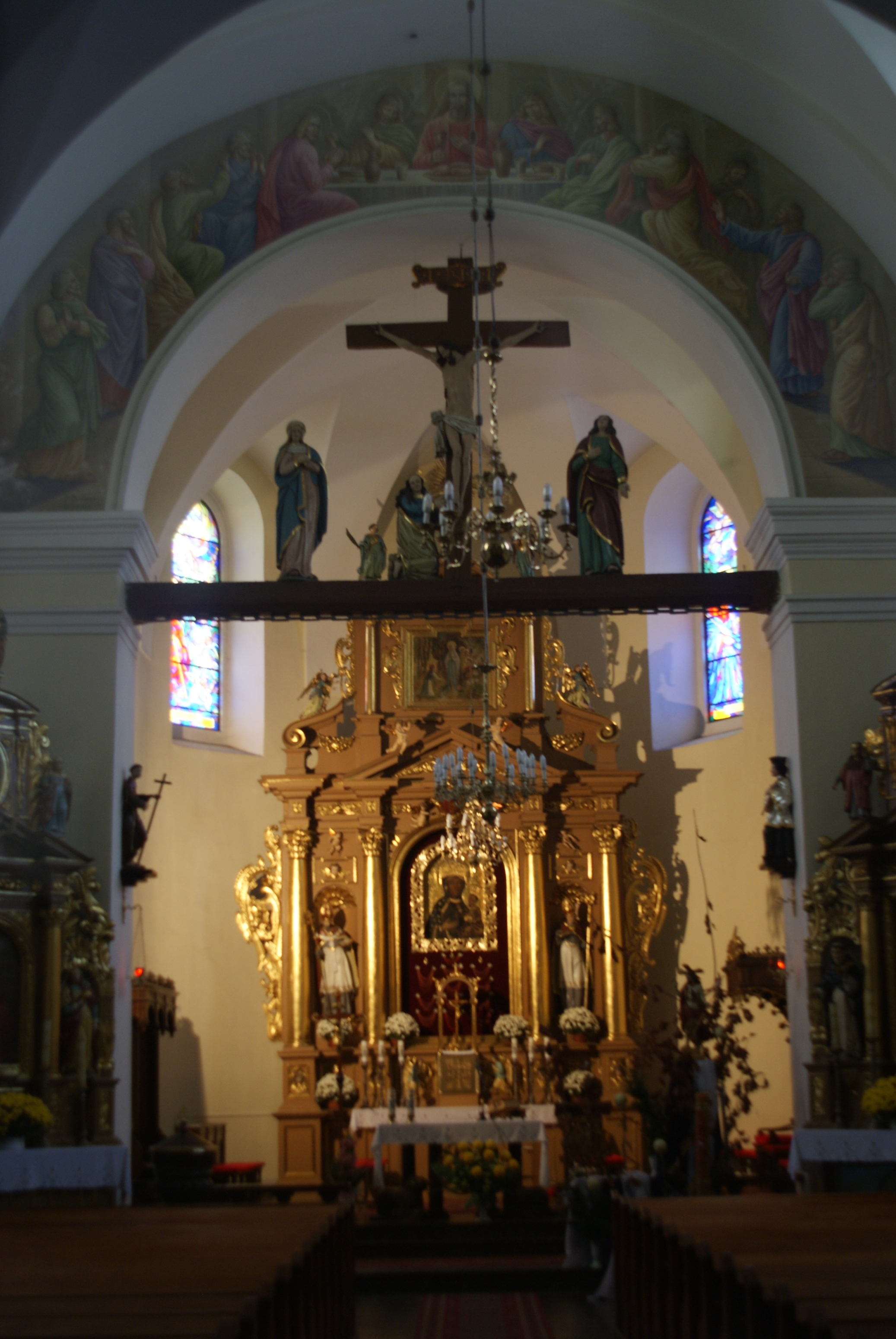
Wnętrze świątyni

Pierwotnie w Dankowie znajdował się kościół drewniany, przejęty przez ewangelików w 2. połowie XVI wieku. Nowa świątynia murowana na terenie twierdzy została wzniesiona około 1650 roku przez kasztelana Stanisława Warszyckiego. Została ona uroczyście poświęcona pod wezwaniem Najświętszej Boga Rodzicielki, świętego Stanisława Biskupa i świętego Antoniego z Padwy w dniu 22 lipca 1675 roku przez arcybiskupa gnieźnieńskiego księdza Andrzeja Olszewskiego, czyli podczas panowania króla Jana III Sobieskiego i pontyfikatu papieża Klemensa X. Po uszkodzeniach z czasów II wojny światowej, dzięki staraniom księdza Mariana Kubisia, budowla została odrestaurowana i otrzymała nowe organy. Dzięki staraniom księdza Stanisława Smółki dach świątyni został pokryty nowymi gontami. Podczas urzędowania proboszcza Czesława Chwały kościół otrzymał wewnątrz nowe tynki i malaturę, natomiast ołtarz złocenie. Nad prezbiterium i na wieży została położona blacha miedziana. W Jubileuszowym Roku 2000 budowla otrzymała pięć witraży. W 2002 roku odbyła się diecezjalna koronacja cudownego Obrazu Matki Bożej Dankowskiej przez księdza arcybiskupa Stanisława Nowaka.
Kościół jednonawowy, z kwadratową wieżą (zapewne dawną wieżą zamkową) z kruchtą. Bryła świątyni reprezentuje styl późnorenesansowy, natomiast wnętrze jest utrzymane w stylu barokowym. W ołtarzu głównym znajduje się obraz Matki Boskiej z Dzieciątkiem, namalowany w połowie XVI wieku, który płakał 3 razy w obecności świadków w oktawie Bożego Ciała w 1650 roku. W świątyni, oprócz obrazu, znajdują się również cztery renesansowe portale i nagrobek zmarłego w dniu 24 lipca 1615 roku Andrzeja Warszyckiego, brata Stanisława, wojewody podlaskiego, ojca późniejszego kasztelana krakowskiego, również Stanisława Warszyckiego.